# .mk
.mkは国別コードトップレベルドメイン（ccTLD）の一つで、北マケドニア共和国（旧称 マケドニア共和国）に割り当てられている。Macedonian Academic Research Network (MARNET)が運営を行っている。
使用できるドメインは以下のとおり。
- .mk
- .com.mk
- .org.mk
- .net.mk
- .edu.mk
- .gov.mk
- .inf.mk
- .name.mk